# Iglesia de Santo Domingo (Cuzco)
El Convento de Santo Domingo es un convento de la Orden de Predicadores en la ciudad del Cuzco (Perú), construido sobre el templo del Coricancha.

## Historia
Fue Juan Pizarro, hermano del conquistador, quien cedió a la congregación el terreno del templo aborigen, luego de haberlo recibido en la repartición de solares ocurrida en octubre de 1534.
El primer prior del convento de Santo Domingo fue fray Juan de Olías, quien vino a ocuparlo con un grupo de misioneros venidos desde México.
Su construcción le llevó varios años a esta comunidad, siendo finalmente consagrada oficialmente en 1633. 
En 1650 el terremoto le causó graves daños a la infraestructura del convento, quedando intacto el incaico Coricancha. La reconstrucción demoró hasta 1680.
Luego del terremoto de 1950, la iglesia de Santo Domingo fue el templo cusqueño que más graves daños sufrió en la ciudad. Se derrumbaron los arcos de la torre, el crucero sufrió destrucción considerable, el ángulo noroeste se inclinó hacia el exterior, el muro del ábside se resquebrajó y el balcón que dominaba la ciudad se cayó. En el claustro, todos los arcos se desajustaron por lo que todos los aposentos del segundo piso quedaron inhabitables.
Esta Iglesia de tres naves cuenta con una cúpula, una bella sillería para el coro tallada en cedro, estando adornados los muros con azulejos sevillanos.

#### Libros y publicaciones
- Angles Vargas, Víctor (1983). Historia del Cusco (Cusco Colonial) Tomo II Libro Primero. Lima: Industrialgrafica S.A.
- Kubler, George (1953). «Cuzco Reconstrucción de la ciudad y restauración de sus monumentos Informe de la misión enviada por la Unesco en 1951». UNESCO. Consultado el 26 de agosto de 2019.

- Datos: Q3001637
- Multimedia: Santo Domingo (Cusco) / Q3001637